# پهرست علیا
پِهرُست علیا، روستایی در دهستان بالاده بخش بیرم شهرستان لارستان در استان فارس ایران است.

## جمعیت
بر پایه سرشماری عمومی نفوس و مسکن در سال ۱۳۹۵، جمعیت این روستا برابر با ۱۵۷ نفر (۴۹ خانوار) بوده است.